# París-Roubaix 1959
La París-Roubaix 1959 fou la 57a edició de la París-Roubaix. La cursa es disputà el 12 d'abril de 1959 i fou guanyada pel belga Noël Foré, que s'imposà a l'esprint als seus companys d'escapada, els també belgues Gilbert Desmet i Marcel Janssens.
75 ciclistes acabaren la cursa.

## Classificació final
|    | Ciclista         | Equip             | Temps      |
| -- | ---------------- | ----------------- | ---------- |
| 1  | Noël Foré        | Groene Leeuw      | 6h 08' 20" |
| 2  | Gilbert Desmet   | Faema             | m. t.      |
| 3  | Marcel Janssens  | Flandria-Dr. Mann | m. t.      |
| 4  | Rik van Looy     | Faema             | + 57"      |
| 5  | Tino Sabbadini   | Mercier           | m. t.      |
| 6  | Alfred de Bruyne | Peugeot-BP-Dunlop | m. t.      |
| 7  | Frans de Mulder  | Groene Leeuw      | m. t.      |
| 8  | Leon van Daele   | Flandria-Dr. Mann | + 1' 04"   |
| 9  | Frans Aerenhouts | Mercier           | m. t.      |
| 10 | Raymond Impanis  | Elve-Peugeot      | m. t.      |